# Alierasaurus ronchii
Alierasaurus ronchii — вид пелікозаврів, що існував у ранній пермі. Частковий скелет рептилії виявлений на острові Сардинія у відкладеннях формації Кала-дель-Віно. Анатомічно схожий на північноамериканського  Cotylorhynchus, відрізняючись деякими деталями будови кінцівок. В обох тварин був дуже широкий, бочкоподібний грудний відділ. Це означає, що вони були травоїдними тваринами, які харчувалися рослинним матеріалом з високим вмістом клітковини.